# Satan eurystomus
Satan eurystomus es una especie de peces de la familia Ictaluridae en el orden de los Siluriformes.

## Morfología
- Los machos pueden llegar alcanzar los 13,7 cm de longitud total.[2][3]

## Hábitat
Es un pez de agua dulce.

## Distribución geográfica
Se encuentran en Norteamérica: 5 pozos artesianos cerca de San Antonio (Texas, Estados Unidos).